# Micrathena cubana
Micrathena cubana är en spindelart som först beskrevs av Banks 1909.  Micrathena cubana ingår i släktet Micrathena och familjen hjulspindlar.
Artens utbredningsområde är Kuba. Inga underarter finns listade i Catalogue of Life.